# Limnophila (Limnophila) colophallus
Limnophila (Limnophila) colophallus is een tweevleugelige uit de familie steltmuggen (Limoniidae). De soort komt voor in het Neotropisch gebied.